# 셰니스
셰니스(독일어: Schänis)는 스위스 장크트갈렌주 제-가스터의 선거구에 있는 자치단체다.

## 역사
셰니스는 972년에 처음으로 Schennines으로 언급되었다. 1798년까지 그곳은 가스터 영지의 수도였고, 1831년까지 그 지역의 수도였다. 프랑스 혁명 전쟁의 일부인 제2차 연합 전쟁에서는 합스부르크군과 프랑스 혁명군의 여러 전투가 벌어진 장소였는데, 특히 취리히와 빈터투어 전투의 제1차 전투와 제2차 전투가 그곳에서, 또는 근처에서 벌어졌다. 연합군이 스위스 주를 확보하려면 보유해야 할 영토의 일부로 여겨졌다. 제2차 취리히 전투에 앞서 9월 25일 오전, 프리드리히 폰 호체와 그의 참모가 린트강 셰니스 마을 근처에서 정찰을 수행하다가 제25 반여단에서 온 프랑스 정찰대에 의해 그곳에서 사살되었다. 처음에 호체는 전쟁터에서 셰니스에 있는 교회로 옮겨졌고, 그곳에서 묻혔다. 1851년 그의 시신은 브레겐츠로 옮겨졌으며, 그곳에 기념비가 세워졌다.

## 지리

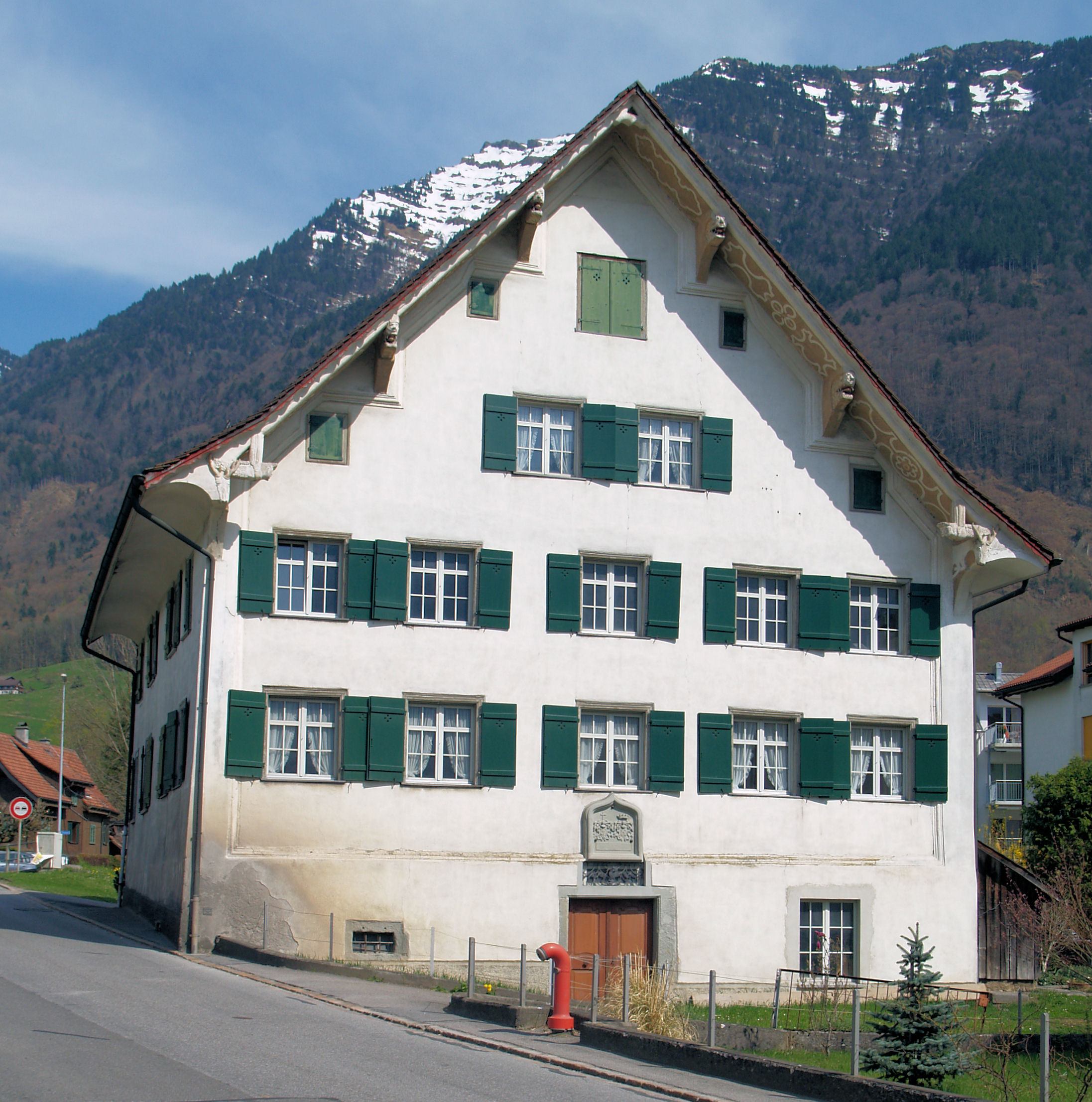
셰니스의 슈타이너 주택

셰니스는 2006년 현재 39.9k㎡의 면적을 갖고 있다. 이 중 49.7%가 농업용으로 이용되고 있고, 41.4%가 산림이다. 나머지 토지 중 4.3%가 정착(건축물이나 도로), 나머지(4.5%)는 불모지(강이나 호수)이다.
지자체는 린트 계곡 가장자리에 있는 테라스 제가스터 선거구에 위치해 있다. 셰니스 마을과 마젤트랑엔, 도르프, 루피, 뤼티베르크 마을, 그리고 스페어 산맥 근처의 계절한정 고산 목장 마을들로 구성되어 있다.

## 인구통계
2020년 12월 31일 기준, 셰니스 인구는 3,923명이다. 2007년 현재 인구의 약 9.5%가 외국인으로 구성되어 있다. 외국인 인구 중에서는 독일 42명, 이탈리아 64명, 전 유고슬라비아 230명, 오스트리아 10명, 터키 5명, 타국 63명이 거주하고 있다. 지난 10년간 인구는 3.7% 증가했다. 2000년 기준, 인구 대부분인 93.0%가 독일어를 구사하며, 알바니아어가 2위(2.2%), 세르보크로아티아어가 3위(1.7%)를 차지하고 있다. 스위스 국어(2000년 기준) 중 독일어는 3,323명, 프랑스어는 9명, 이탈리아어는 31명, 로만슈어는 8명이다.
2000년 현재 셰니스의 연령 분포는 503명(14.1%)이 0세에서 9세 사이고, 578명(16.2%)의 십대들 또는 10세에서 19세 사이이다. 성인 인구 중 20세에서 29세 사이는 409명(11.4%), 30~39세 사이는 584명(16.3%), 40~49세 사이는 507명(14.2%), 50~59세 사이는 375명(10.5%)이다. 고령인구 분포는 60~69세 인구가 286명(8.0%), 70~79세 인구 중 213명(6.0%), 80~89세 인구가 96명, 90~99세 인구가 22명(0.6%)이다.
2000년에는 326명(9.1%)이 개인주택에 혼자 살고 있었다. 자녀가 없는 부부(결혼 또는 그 밖의 형태)의 일부인 사람은 633명(17.7%)이었고, 자녀가 있는 부부는 2,196명(61.5%)이었다. 한부모 가정에 거주하는 사람은 211명(5.9%)이었고, 한부모 또는 양부모와 함께 사는 성인 자녀가 25명, 친척으로 구성된 가구에 거주하는 사람이 15명, 혈연관계가 없는 사람, 131명이 시설에 수용되어 있거나 다른 유형의 공동 주택에 거주하고 있었다.
2007년 연방 선거에서 가장 인기 있는 정당은 41.8%의 지지를 받은 SVP였다. 다음으로 가장 인기 있는 세 당은 CVP(32.7%), FDP(7.5%), SP(7.2%) 순이었다.
셰니스에서는 인구의 약 63.5%(25~64세)가 비필수 상위 중등교육이나 추가 고등교육(대학 또는 응용학문대학)을 이수했다. 셰니스 전체 인구 중 2000년 현재 935명(인구 26.2%)이 수료한 최고 교육수준이 ‘초등교육’인 반면, 중등교육을 이수한 사람은 1,195명(33.4%)이고, 3차학교에 다닌 사람은 266명(7.4%)이고, 학교에 다니지 않은 사람은 134명(3.8%)이다. 나머지는 이 질문에 대답하지 않았다.
역사적 인구는 다음 표에 제시되어 있다.
| 년도 | 인구  |
| ---- | ----- |
| 1830 | 1,745 |
| 1850 | 1,917 |
| 1900 | 1,876 |
| 1950 | 2,223 |
| 1990 | 3,042 |

## 국가중요문화재

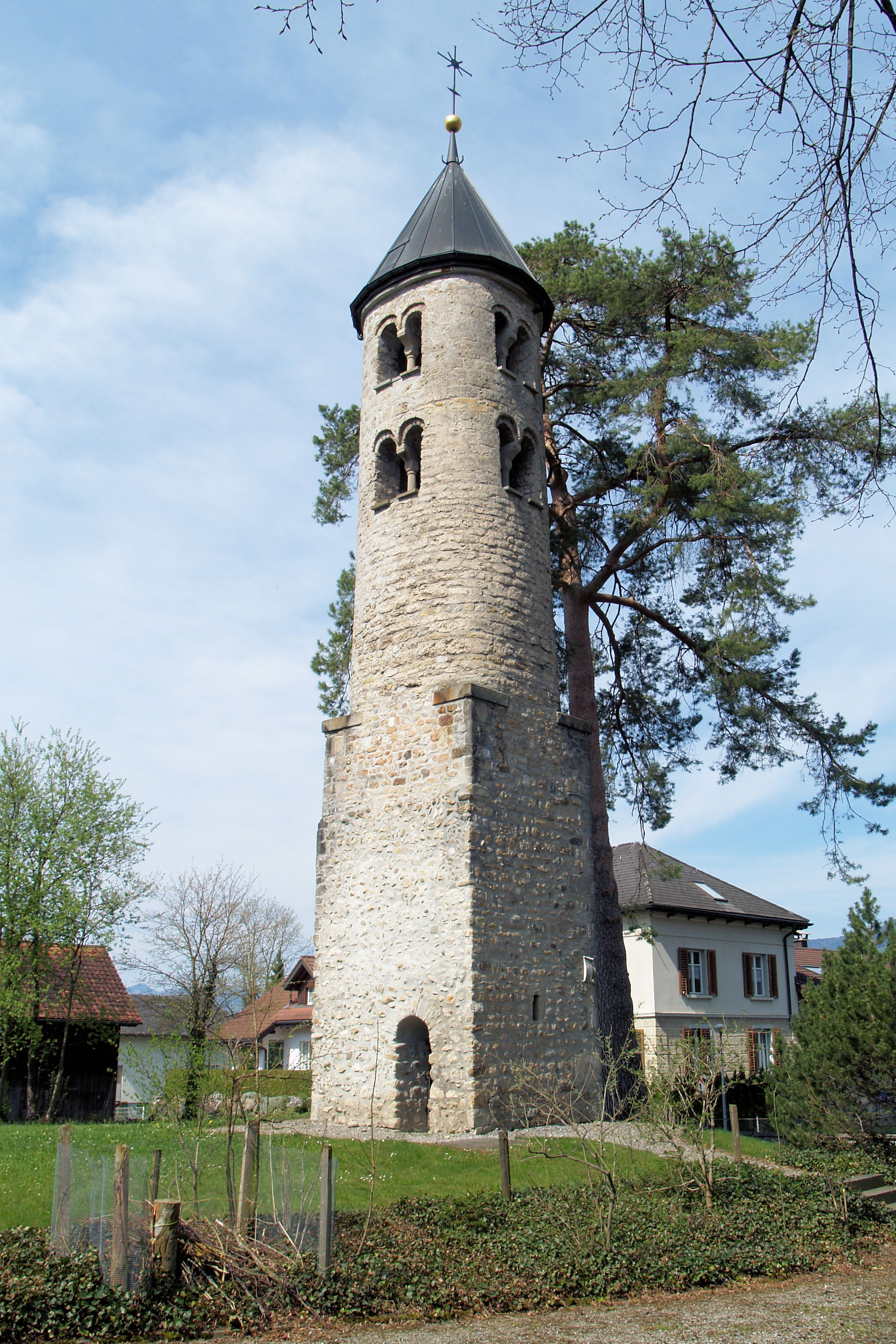
갈루스탑 (갈루스투름)

비베를리코프의 로마 시계탑, 라타우스플라츠 1의 옛 여성대학 재단법인 zum Hileigen Kreuz, 갈루스툼 등이 국가적으로 중요한 스위스 문화유산으로 등재되어 있다.

## 경제
2007년 현재 셰니스 실업률은 1.31%이다. 2005년 현재 1차 경제 분야 취업자는 265명, 관련 사업장은 108명 정도다. 2차 분야 취업자는 433명으로 이 부문은 40개 사업장이 있다. 3차 업종에 597명이 취업하고 있으며, 이 업종은 92개 사업장이 종사하고 있다.
2009년 10월 현재 평균 실업률은 2.5%이다. 지자체에는 251개 사업장이 있었는데, 이 중 48개 사업장이 2차 경제 분야에 종사했고 97개 사업장이 3차 사업에 종사했다.
2000년 현재 시에서 일하는 주민은 715명이며, 셰니스 시외에서 일하는 주민은 1,129명, 통근하는 주민은 444명이다.

## 종교

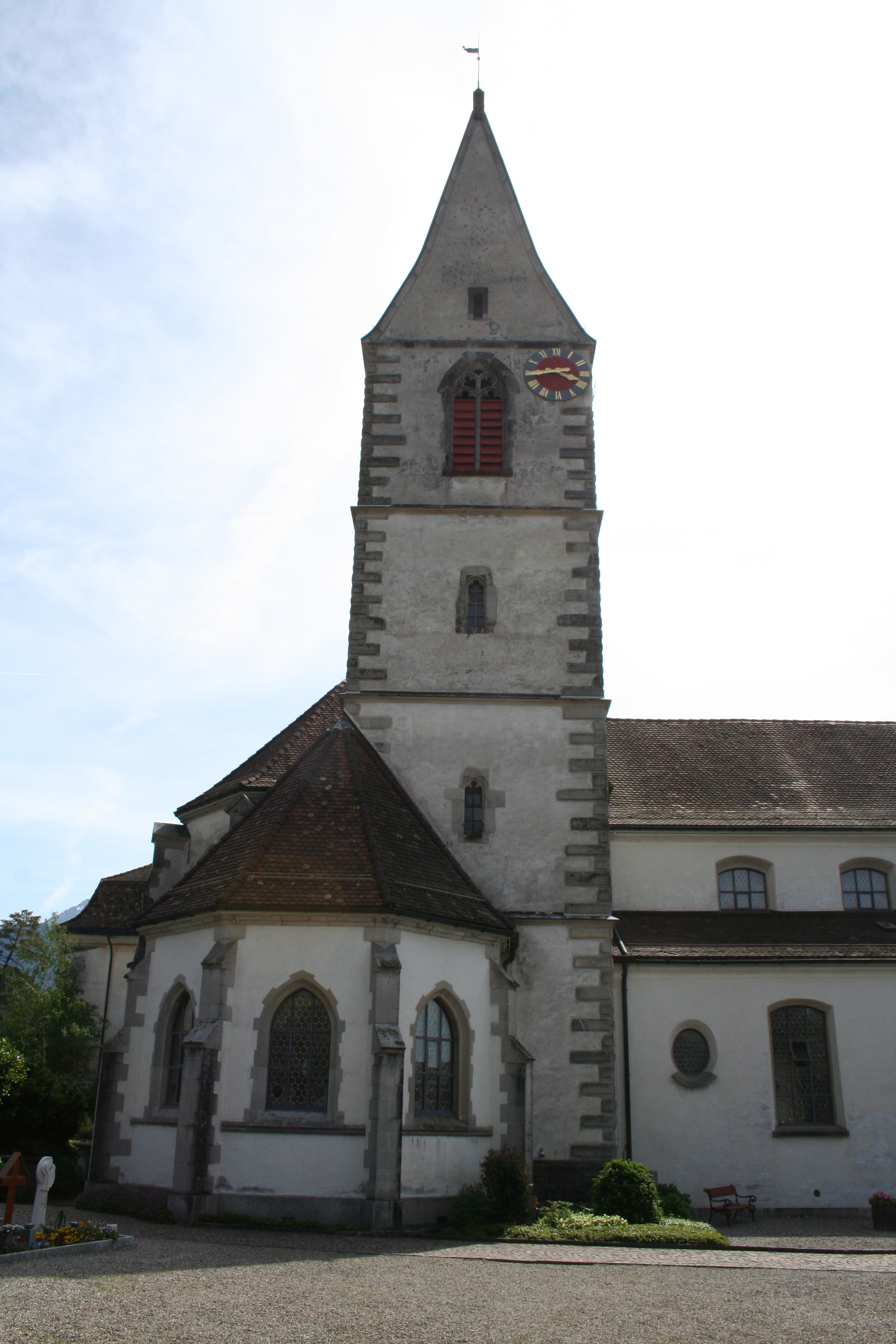
셰니스 마을 교회

2000년 인구조사에서 로마 가톨릭 신자는 2,487명(69.6%)으로 가장 많았고, 스위스 개혁 교회 소속은 535명(15.0%)이었다. 나머지 인구 중 크리스찬 가톨릭 교회에 속하는 개인은 2명(또는 인구의 약 0.06%), 정교회에 속한 개인은 58명(또는 인구의 약 1.62%)이며, 또 다른 기독교 교회에 속한 개인은 48명(또는 인구의 약 1.34%)이었다. 유대인 1명이 있고, 이슬람교 133명(약 3.72%)이 있다. 다른 교회(인구조사 미상장)에 소속된 개인이 1명(약 0.03%)이고, 무교회에 소속된 167명(약 4.67%)이며, 불가지론자 또는 무신론자, 141명(또는 인구의 약 3.95%)이 질문에 답하지 않았다.

## 기후
셰니스에는 연평균 152일의 비나 눈이 내리며 평균 1,679mm의 강수량을 기록하고 있다. 가장 습한 달은 8월이며, 그 기간 동안 셰니스는 평균 218mm의 비나 눈이 내린다. 이 달에는 평균 14.4일의 강수량이 있다. 강수일이 가장 많은 달은 6월로 평균 15.3명이지만 비나 눈이 212mm에 불과하다. 1년 중 가장 건조한 달은 2월이며, 14.4일 동안 평균 92mm의 강수량을 기록하고 있다.

## 교통
셰니스역은 라퍼스빌과 치겔브뤼케 사이의 지역 노선에 위치한 역이다. 이 역은 현재 단선인데, 두 번째 승강장이 존재했지만, 1990년대 말에 해제되었다. 우츠나흐, 장크트갈렌, 자르간스, 치겔브뤼케를 거쳐 루프를 중심으로 양방향으로 운영되는 장크트갈렌S-반 서비스 S4와 우츠나흐, 차겔브뤼케를 거쳐 라퍼스빌과 슈반덴을 연결하는 서비스 S6가 서비스한다. 두 열차는 모두 시간당 운행하며, 합쳐서 우츠나흐와 치겔브뤼케에 30분씩 서비스를 제공한다.
지자체에는 셰니스 공항(LSZX)도 있다. 그것은 주로 활공 스포츠에 사용된다.